# Parafia św. Apostołów Piotra i Pawła w Kozłowie
Parafia Świętych Apostołów Piotra i Pawła w Kozłowie – rzymskokatolicka parafia w Kozłowie, należąca do archidiecezji warmińskiej i dekanatu Nidzica.
Została utworzona 22 czerwca 1972 roku.